# Nachrichtendienst
Ein Nachrichtendienst ist eine Organisation, zumeist eine Behörde, die Informationen auch mit nachrichtendienstlichen Mitteln sammelt und auswertet. Die Informationen sollen zur Gewinnung von Erkenntnissen (z. B. in den Bereichen Politik, Wirtschaft, Militär, Wissenschaft und Technik) dienen, an denen ihr Auftraggeber (i. d. R. Regierungen) ein Interesse hat. Ein Geheimdienst führt darüber hinaus auch aktive Maßnahmen wie politische Beeinflussung, Sabotage oder Attentate durch. Zur Abgrenzung von Nachrichtendiensten im Sinne von Nachrichten- und Presseagenturen wird teilweise auch von geheimen Nachrichtendiensten gesprochen.
Während Auslandsnachrichtendienste Erkenntnisse aus und über andere(n) Staaten sammeln, befassen sich Inlandsnachrichtendienste insbesondere mit Spionageabwehr, Verfassungsschutz und Terrorismus-Bekämpfung im eigenen Land. Aufgabe kann zudem die Mitwirkung beim Geheimschutz sein. Dienste, die einem Verteidigungsministerium, dem Militär oder einer seiner Teilstreitkräfte unterstehen oder hauptsächlich militärische Aufklärung betreiben, können als Militärnachrichtendienst bezeichnet werden.
Organisation und Befugnisse von Nachrichten- und Geheimdiensten unterscheiden sich in den verschiedenen Staaten sehr. Von erheblicher Bedeutung ist, ob der Geheimdienst für seine Informationsgewinnung und -auswertung auf freiwillige, gegebenenfalls täuschungsbedingte Angaben von Auskunftspersonen (HUMINT), die Sammlung von frei verfügbaren Daten (OSINT) und Geodaten (GEOINT) sowie auf die technische Überwachung des Post- und Fernmeldeverkehrs (SIGINT) beschränkt ist, oder ob er zur Erforschung eines Sachverhalts gegenüber Personen auch verdeckte Operationen oder polizeiliche Befugnisse ausüben darf. Spionageoperationen werden als Fälle bezeichnet. Die Fallbearbeitung bzw. Fallführung erfolgt durch einen Fallführer. Manche Geheimdienste verfügen auch über paramilitärische Abteilungen zur Durchführung von Kommandounternehmungen, wie z. B. der zivile US-amerikanische Auslandsgeheimdienst Central Intelligence Agency (CIA). Besteht die Aufgabe eines Geheimdienstes in der Unterdrückung der eigenen Bevölkerung und insbesondere politischer Gegner, so handelt es sich um eine Geheimpolizei.

## Geschichte
Nach Auffassung des Historikers Siegfried Beer sind moderne Nachrichtendienste eine Folge der Industrialisierung, verbesserter Kommunikation, schnellerer Transportwege und beginnender Industrialisierung, die ein Umdenken der Regierungen erzwangen.
Das Vereinigte Königreich begann in den 1870er-Jahren vor dem Hintergrund der irischen Unabhängigkeitsbewegung mit dem Aufbau eines modernen Nachrichtendienstes und nahm so eine Vorreiterrolle ein.
Im Jahre 1947 schlossen die Vereinigten Staaten und das Vereinigte Königreich die UKUSA-Vereinbarung (5-nation SIGINT agreement) ab, die britische und US-amerikanische Systeme, Personal und Stationen vereinte. Ihr schlossen sich Kanada, Australien und Neuseeland als Zweitländer an. Später unterzeichneten unter anderem Norwegen, Dänemark, Deutschland und die Türkei geheime Abhörabkommen mit den USA und wurden so zu Drittländer-Beteiligten im UKUSA-Netzwerk. Erst 1999 dringt die Existenz dieser Vereinbarung an die Öffentlichkeit.
Die Bundesrepublik richtete 1950 das Bundesamt für Verfassungsschutz (BfV) sowie 1956 den Bundesnachrichtendienst (BND) und den Militärischen Abschirmdienst (MAD) ein. Sie verfügt somit über drei Nachrichtendienste.
1960 flohen Bernon F. Mitchell und William Hamilton Martin in die Sowjetunion und berichteten über umfangreiche amerikanische Abhöraktionen.
2001 verabschiedete das Europäische Parlament seinen Echelon-Bericht. Die Nachrichtendienste der USA, Großbritanniens, Australiens, Neuseelands und Kanadas betreiben Echelon als ein gemeinsames System.
Chelsea Manning war im Irak eingesetzt und sicherte ab November 2009 700.000 interne Protokolle und Medien über die Arbeit der US-amerikanischen Geheimdienste. Sie spielte sie WikiLeaks zu. Manning wurde im Mai 2010 verhaftet und am 30. Juli 2013 des Diebstahls, Computerkriminalität, Spionage und weiteren Delikten für schuldig gesprochen. Im Jahre 2013 trat der US-amerikanische Geheimdienstmitarbeiter Edward Snowden an die Öffentlichkeit und berichtete unter anderem über XKeyscore.

## Aufgaben und Befugnisse
Die Existenz von Geheim- und Nachrichtendiensten basiert auf der Idee der Staatsräson und dient dem Staatsschutz.
Der Begriff Staatsschutz umfasst alle Maßnahmen, die dem Schutz der Staatsorgane, der inneren und äußeren Existenz des Staates und seiner Einrichtungen dienen.
Typische Aufgabenstellungen sind:
- Gewinnung von Erkenntnissen über das Ausland, die von außen-, sicherheits- und wehrpolitischer Bedeutung sind,
- Gewinnung von (wehr)wirtschaftlichen Erkenntnissen
- Abwehr von sicherheitsgefährdenden oder geheimdienstlichen Tätigkeiten einer fremden Macht
- Sammlung und Auswertung von Informationen über Bestrebungen, die gegen den Bestand oder die Sicherheit des Staates gerichtet sind oder eine ungesetzliche Beeinträchtigung der Amtsführung von Staatsorganen zum Ziel haben
- Mitwirkung bei der Sicherheitsüberprüfung von Personen (von Geheimnisträger oder Personen, die an sicherheitsempfindlichen Stellen von lebens- oder wehrwichtigen Einrichtungen eingesetzt sind) oder technischen Sicherheitsmaßnahmen (z. B. Sicherung des Fernmelde- oder Kurierverkehrs)

Der Aufgabenbereich zerfällt in den Bereich der Sammlung von Informationen und deren Auswertung. Zweck ist die Gewinnung von Erkenntnissen. Zur Erfüllung ihrer Aufgaben unterhalten die meisten (Auslands-)Nachrichtendienste Residenturen im Ausland. Angehörige einer Legalresidentur werden häufig an Botschaften akkreditiert, um einen diplomatischen Status zu erlangen. Häufig ergibt sich dabei eine Zusammenarbeit mit dem Militärattaché oder dem Presseattaché der Botschaft.

### Sammlung von Informationen
Zur Erfüllung der Aufgaben werden nachrichtendienstliche Mittel und Methoden eingesetzt. Sie dienen der offiziellen Sammlung, in der Mehrzahl aber verdeckten Beschaffung von sach- und personenbezogenen Daten. Diese werden zielgerichtet erhoben, registriert, bearbeitet und genutzt, um sachbezogene Auskünfte zu erhalten, Bewertung von Sachverhalten vornehmen zu können oder gedeckte Aktivitäten vornehmen zu können. Die benötigten Informationen können durch Abschöpfung öffentlich zugänglicher Quellen (z. B. Presse- und Rundfunkberichterstattung) oder geheimer Informationsquellen gewonnen werden. Nachrichtendienstliche Mittel sind bei den verschiedenen Nachrichtendiensten ähnlich und sind in der heutigen Zeit wesentlich vom Stand der Technik abhängig. Sie unterscheiden sich in der Schwerpunktsetzung, so z. B. in dem Vorzug von menschlichen Quellen, die im Rahmen der operativen Aufklärung „geführt“ und „abgeschöpft“, im Gegensatz zur technischen Aufklärung, bei der nicht-offene sachliche Quellen durch technische Verfahren gewonnen werden. Eine weitere mögliche Differenzierung liegt in der Wahl der Qualität der Informanten und deren Beauftragung. Der Grad des Technikeinsatzes ist bei der CIA zum Beispiel weitaus größer als beim BND, was sich unmittelbar am Ergebnis bemerkbar macht.
Die Aufklärungsarbeit eines Nachrichtendienstes beginnt bei der Forderung nach Informationen (Aufklärungsforderung) durch den Bedarfsträger. Es folgen Zwischenschritte (Aufklärung und Beschaffung), bis zur Weitergabe der Ergebnisse an den Bedarfsträger.

#### Zyklus der Aufklärungsarbeit
Es kann folgende Hauptphasen in der Aufklärungsarbeit geben:
- Auftrag (Planung, Weisung)
- Beschaffung (Beschaffung, Übermittlung)
- Bearbeitung (Sichtung, Registrierung, Bewertung, Zusammenstellung, Auswertung)
- Verteilung (sofortige Verwendung, Verteilung an andere Verbraucher).

Diese Phasen sind nicht immer klar abgegrenzt und müssen nicht immer in der gegebenen Reihenfolge ablaufen.

#### Aufklärungsforderung
Es gibt die generelle und die spezielle Aufklärungsforderung. Ersteres legt den weiten Rahmen der Aufklärungskompetenz fest. Es wird ständig aktualisiert, erneuert und ergänzt. Spezielle Aufklärungsforderungen des Konsumenten decken ad hoc Lücken ab. Grundsätzlich werden auch Daten erhoben, die dem Nachrichtendienst selbst dienlich sind.

#### Beschaffung
Quellen können unterschieden werden in sachliche Quellen und menschliche Quellen. Quellen sind die Beschaffungsmittel, so z. B. Agenten, Gewährspersonen, Informanten oder Funkaufklärung. Quellen werden nach ihrer Eignung für Beschaffungsoperationen aufgeschlüsselt und katalogisiert. Übermittelnde Stellen werden nicht als Quellen bezeichnet, so leiten Zeitungen oft nur Agenturmeldungen weiter. Quellen sind oft schwer zu finden, und oft ist es noch schwerer, sie vollständig auszunutzen. Quellen können wie folgt eingeteilt werden:
- Gelegentliche Quellen: Quellen, die gelegentlich oder sogar nur einmal Informationen liefern. Die Informationen sind manchmal wertvoll, aber schwieriger zu bearbeiten. Zu den beschafften Informationen gehören Konferenzen, Verträge, Handelsgespräche, große Manöver und die Entwicklung neuer Kriegswaffen.
- Nicht offene Quellen: Werden genutzt ohne das Wissen oder gegen den Willen einer fremden Macht. Nicht-offene Quellen sind vor allem menschliche Quellen und geheime oder nur einem begrenzten Personenkreis zugängliche Unterlagen. Sie müssen durch Sicherheitsmaßnahmen gegen Enttarnung geschützt werden.
- Offene Quellen: Quellen, von denen grundsätzlich ein unbegrenzter Personenkreis die nicht zu entfernte Möglichkeit hat, Kenntnis zu nehmen (Zeitungen, Zeitschriften, Rundfunksendungen, Konferenzen, Webseiten usw.). Die meisten Informationen stammen aus offenen Quellen.
- Primärquellen: Informationen werden unmittelbar und im Original beschafft. Dazu gehören direkte Beobachtungen und Äußerungen verantwortlicher Personen (z. B. politischer Führer, Juristen, Intellektueller). In Kriegszeiten gehören dazu Beutepapiere, Zensurergebnisse, Befragungen von Kriegsgefangenen und die Fotoaufklärung.
- Regelmäßige Quellen: Quellen, die regelmäßig oder wiederholt Informationen liefern. Die Nutzung des Informationsmaterials kann standardisiert werden. Sie haben den Vorteil, dass die Kenntnis der Zuverlässigkeit der Quelle gegeben ist.
- Sekundärquellen: Informationen von Sekundärquellen sind teilweise bewertet, zusammengefasst, überarbeitet oder ausgearbeitet. Dazu gehören die meisten Bücher, Studien und Berichte. Sekundärquellen sind nicht geringwertiger als Primärquellen, insbesondere weil sie den größten Teil des Quellenmaterials darstellen, aber es soll trotzdem versucht werden, so viele Primärquellen wie möglich zu nutzen.

Hinsichtlich der Beschaffungsgrundsätze ist zu sagen, dass die Erfassung vollständig und, wenn geraten, ununterbrochen erfolgen soll. Alle Informationen sind hinsichtlich der Zuverlässigkeit der Quelle und der Wahrscheinlichkeit des Inhalts zu bewerten. Alle Informationen sind in geeigneter Form und mit der nötigen Geschwindigkeit weiterzugeben.
Der BND unterscheidet zwischen:
- Penetrierungsquellen (Agent gelangt ins Zielobjekt)
- Reisequellen (Einsatz des Agenten überörtlich)
- Überprüfungsquellen (militärische Objekte werden von außen kontrolliert).

Weiterhin unterscheidet der BND:
1. Außenquelle: Es handelt sich um eine operative eingewiesene Quelle ohne Zugangsmöglichkeiten zu Verschlusssachen. Methoden der Quelle sind Gesprächsaufklärung und Beobachtung.
2. Innenquelle: Es handelt sich um eine operative eingewiesene Quelle. Sie hat unmittelbaren Zugang zum Entscheidungs- und Planungsbereich des Zielobjektes. Die Führung der Quelle erfolgt konspirativ.

Bei HUMINT handelt es sich um menschliche Quellen. Dazu gehört zum Beispiel die Befragung von Kriegsgefangenen und Überläufern.
Überläufer sind Personen, die den fremden Machtbereich verlassen haben, um geheime Informationen an die Bundesrepublik Deutschland zu liefern. Ziel des Dienstes ist es nun, den Überläufer wieder in das Zielland zu bringen, um ihn dort als Innenquelle zu nutzen.
Agentenwerbung erfolgt in Schritten. Zuerst wird getippt, also eine mögliche Eignung für die nachrichtendienstliche Arbeit festgestellt. Es erfolgt nun bei Interesse eine Umweltforschung. Es folgt die Kontaktforschung. Besteht danach immer noch Interesse, wird ein Plan für die eigentliche Werbung erstellt und dieser wird dann umgesetzt.
Bei den Agentenwerbungsarten kann man zwischen kalter Anwerbung und warmer Anwerbung unterscheiden. Bei der ersteren erfolgt die Ansprache direkt, ohne große Vorarbeiten. Bei letzteren erfolgt ein Heranspielen der eigenen Kontaktperson an die Zielperson, die langsam ein Vertrauensverhältnis aufbaut. Ist das geschehen, kann ein Werbungsversuch durchgeführt werden.
Agentenkategorien: Grundsätzlich kann zwischen Quelle und Beschaffungshelfer getrennt werden. Die Quelle liefert die Informationen, der Beschaffungshelfer ist zuständig für Hilfsaufgaben rund um die Werbung und Nutzung von Quellen. Wichtigste Aufgabe ist das Kurierwesen (Verbindungswesen).
Ausbildung
Agenten werden konspirativ und im Einzelunterricht geschult.
Inhalte sind:
- Ausbildung an Handfeuerwaffen
- Funkausbildung
- Legendenbildung
- Observation und Gegenobservation

SIGINT (Signals Intelligence) bedeutet:
Beschaffung von Informationen durch Zugriff auf fremde Kommunikationsverbindungen, Radar und Datenübertragung, aber auch Geräteausstrahlungen. SIGINT liefert zeitgerechte und akkurate Daten, über die der Gegner identifiziert und lokalisiert werden kann, und über die gegenwärtige und zukünftige Aktionen des Gegners erschlossen werden können. Mit SIGINT kann das C2-System des Gegners penetriert werden. Prinzipielle Einschränkungen von SIGINT sind, dass der Gegner erstmal Daten aussenden muss, und die eigenen Kräfte erstmal die Möglichkeit haben müssen, Zugriff auf die Sendungen zu erlangen. Dieser könnte z. B. durch Richtfunk und Verschlüsselung erschwert sein.
IMINT (Imagery Intelligence) bedeutet: Beschaffung von Informationen durch Bildsysteme (optisch, Radar, Infrarot). In der Verwendung wird IMINT beschränkt durch den Zeitaufwand, der benötigt wird, um die Ergebnisse zu beschaffen, zu bearbeiten und zu analysieren. Deshalb ist eine gute Organisation vonnöten, um die Ergebnisse zeitgerecht zu liefern. Eingeschränkt wird IMINT oft durch das Wetter, die Verteidigungsmaßnahmen und die Tarnungs- und Täuschungsmaßnahmen des Gegners. IMINT ist ein Oberbegriff für Photografic-Intelligence (PHOTINT) und Satellite-Intelligence (SATINT)

### Auswertung der Informationen
Die Auswertung teilt sich auf in Nachrichtenbewertung, Nachrichtenzerlegung, Nachrichtenauslegung, Darstellung der Erkenntnisse und schließlich Nachrichtenverteilung. Die Nachrichtenbewertung stuft Nachrichtenquelle und Nachrichteninhalt nach Zuverlässigkeit und Wahrheitsgehalt ein. Das Schema der Beurteilung wird normalerweise standardisiert sein. Sind trotzdem Rückschlüsse auf die Quelle möglich, kann das Schema aus Sicherheitsgründen ständig wechseln. Nachrichtenzerlegung beschäftigt sich mit der Sichtung, Sortierung und Analyse der Nachrichten. Die entstandenen Teilnachrichten werden bestimmten Aufklärungszielen zugeordnet. Nachrichtenauslegung befasst sich mit dem Vergleich der Nachrichten und stellt den ersten Schritt der Nachrichtendeutung (Interpretation) dar. Mit der Nachrichtenauslegung können dann vorhandenen Erkenntnisse bestätigt oder nicht bestätigt werden. Die Darstellung der Erkenntnisse dient der Lageführung. Lageführung hat eine Warnungsfunktion. Bei der Nachrichtenverteilung werden die Nachrichten an die Konsumenten weitergereicht. Da das Produkt oft geheim ist, kommt hier das Need-to-know-Prinzip zum Einsatz.
Auswertung ist die Tätigkeit, die Informationen in Aufklärungsergebnisse (Erkenntnisse) wandelt.
Informationen werden:
- nach Dauer der Gültigkeit, inhaltlicher Reliabilität und Genauigkeit beurteilt
- analysiert, um signifikante Elemente zu isolieren
- mit anderen relevanten Informationen integriert
- interpretiert, um zu logischen Schlussfolgerungen zu kommen, wobei gleichzeitig die aktuelle Situation berücksichtigt wird
- angewendet, um mögliche Folgen abzuschätzen
- in eine Form gebracht, die brauchbar für den Bedarfsträger ist.

### Verteilung
Nachdem das Aufklärungsergebnis erstellt worden ist, muss es allen interessierten und befugten Stellen übermittelt werden. Zur Verteilung gehört die geeignete Form und Ausführlichkeit des Aufklärungsergebnisses. Es muss vollständig, genau und pünktlich sein. Jeder Bericht erhält den niedrigsten Geheimhaltungsgrad, der vertretbar ist. Bedarfsträger müssen auch regelmäßig unterrichtet werden, wenn sich auf einem Gebiet keine Veränderungen einstellen. Bei dem Verfassen eines Berichts ist auf Umfang, logische Anordnung, Klarheit, Stil und Tatsächlichkeit zu achten.

### Geheimhaltung, Sicherheit
Es wird unterschieden in personale und materielle Sicherheit. Bei Personen erfolgt eine Sicherheitsüberprüfung, die ab und an wiederholt wird. Gegenstände der materiellen Sicherheit sind Schlösser, sichere Registraturen und vieles andere.

#### Material
Offenes Material (Gegensatz: nicht offenes Material) ist einfach zugänglich (öffentlich) und leicht zu erschließen. Nützlich sind:
- Adressbücher
- Fahrpläne
- Handbücher
- Landkarten
- Postkarten
- Reisehandbücher
- Rundfunk, Fernsehen
- technische Literatur
- Telefonbücher
- Zeitschriften
- Zeitungen.

Bestehen Informationslücken, muss auf nicht-offenes Material zurückgegriffen werden.
Nicht-offenes Material ist im Unterschied zum offenen Material schwerer zu erlangen. Nicht-offenes Material muss aber nicht geheim sein, wie das Beispiel vom Abhören von kommerziellen Kommunikationssatelliten zeigt. Grundsätze bei der Beschaffung von nicht-offenem Material sind Kapazitätsfragen und verbundenes Risiko.

#### Verschlusssacheneinstufung
Es gibt in Deutschland vier Geheimhaltungsgrade. Sie lauten: VS-NUR FÜR DEN DIENSTGEBRAUCH, VS-VERTRAULICH, GEHEIM und STRENG GEHEIM (§ 4 SÜG). Je höher die Einstufung von Verschlusssachen, desto eingeschränkter ist der Umlauf.

#### Need to Know
Das Need-to-know-Prinzip besagt, dass an jede Person nur die Informationen weitergegeben werden, die sie auch wirklich nur für ihre Arbeit benötigt. Die Mitarbeiter erhalten Sicherheitsbescheide, die ihnen den Zugang zu bestimmten Verschlusssachengraden ermöglichen. Weiterhin kann mit Verteilerschlüsseln gearbeitet werden, die den Zugang noch weiter einschränken.
Wird die Need-to-know-Regel zu streng angewendet, kann dies zu folgenschwerem Informationsmangel führen. Wird sie zu leicht angewendet, wird das Geheimmaterial entwertet.
Das dazugehörige zweite Prinzip ist das der Kenntnisstreuung. Es herrscht eine strenge Arbeitsteilung, so dass den Mitarbeitern jeweils nur ein kleiner Teil der Gesamtaufgabe bekannt wird.

#### Verbindungswesen
Gesamtheit der Mittel, Methoden und Kräfte für eine sichere Verbindung zum Agenten.
Verbindungsarten sind:
- Funkverbindung (ein- oder zweiseitig)
- Kuriere
- postalische Verbindung (meist mit Deckadressen)
- Signalzeichen bzw. Zeichenstellen
- telefonische Verbindung
- Tote Briefkästen
- Treffs.

Die risikoreichste, aber effizienteste Art der Verbindung ist der Treff. Hier sind die Sicherheitsmaßnahmen von höchster Wichtigkeit. Treffpunkte sind:
- Fahrzeuge
- Hotels
- konspirative Wohnungen
- Touristenattraktionen
- Unterführungen
- von Menschen nicht genutzte Waldstücke.

Für sogenannte Blitzkontakte eignen sich Örtlichkeiten mit viel Publikumsverkehr. Diese können deshalb schwer überwacht werden. So eignen sich Fußgängerunterführungen oder öffentliche Toiletten.

### Organisation
Mögliche Organisationseinheiten sind (nicht vollständig):
- Befragungswesen
- Beschaffung und Auswertung (übergeordnete Ordnung)
- fachspezifische Abteilungen (Wirtschaft, Rüstung, Politik, Technologie, Militärwesen)
- Gegenspionage
- Kryptographie
- politische Intervention
- regionale Abteilungen (z. B. Afrika)
- Tarnung
- technische Aufklärung
- Verbringungsmittel (z. B. Container).

## Staatliche Kontrolle
Nachrichtendienste unterliegen in Rechtsstaaten einer Fach- und Rechtsaufsicht durch die vorgesetzten Dienststellen, weil Nachrichtendienste, wie alle staatliche Gewalt, an Recht und Gesetz gebunden sind. Infolge ihrer verdeckten Arbeitsweise und des häufig regen Interesses von Regierungsstellen an der Informationsgewinnung wird eine Aufsicht durch Exekutivbehörden selbst oftmals nicht als hinreichend erachtet, so dass die Kontrolle häufig durch parlamentarische Gremien ergänzt wird. Diese sollen neben verfassungswidrigen Eingriffen in die Rechte der Bürger auch verhindern, dass allein die gerade im Amt befindliche Regierung sich die Möglichkeiten der Dienste zunutze machen kann.
Kritiker führen an, bedingt durch die Natur eines Nachrichtendienstes sei eine parlamentarische und gerichtliche Kontrolle nur eingeschränkt möglich bzw. leicht zu umgehen.
Zur Kontrolle der Nachrichtendienste des Bundes in Deutschland, siehe: Nachrichtendienste des Bundes

## Nachrichtendienste verschiedener Länder

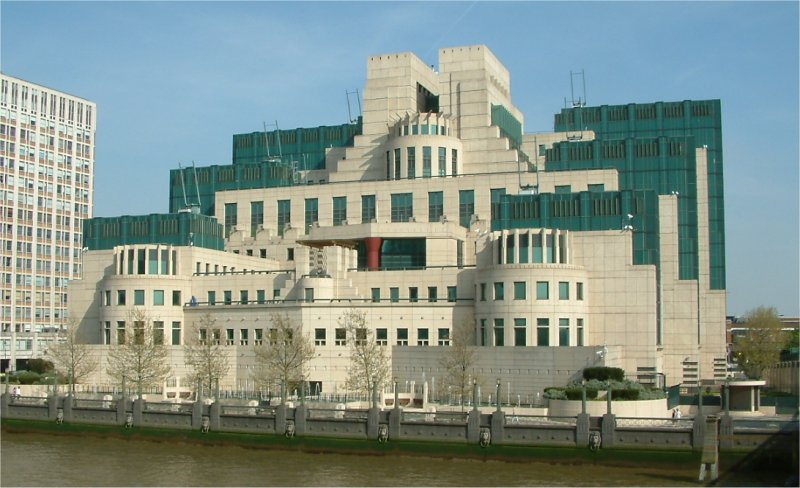
Gebäude des Secret Intelligence Service in Großbritannien (Vauxhall, London)

### Europäische Union
Auf EU-Ebene gibt es die „Keimzelle“ eines Nachrichtendienstes, die im Zuge der Erweiterung der Gemeinsamen Außen- und Sicherheitspolitik und des Europäischen Auswärtigen Dienstes etabliert wurde. Diese zum Dienst gehörende Behörde sammelt bislang noch Informationen aller EU-Mitgliedstaaten und ist noch auf die Quellen der Mitgliedstaaten angewiesen, funktioniert also als Fusion Center.
Sitz des INTCEN ist die Avenue Cortenbergh in Brüssel.

### Mitteleuropäischer Raum

#### Deutschland

##### Deutsches Reich
Das Nachrichtenbüro beim Generalstab des Feldheeres bestand von 1866 bis 1890 und firmierte danach als Centralbüro III b und später als Abteilung III b beim Großen Generalstab von 1890 und wurde bis zum Ende des Ersten Weltkrieges als Generalstabsabteilung weitergeführt. Eine fast deckungsgleiche Organisation hatte der Admiralstab aufgebaut und war in Dopplung auch beim Reichsmarineamt seit Ende der 1880er Jahre verfügbar. Stellenweise standen alle drei nachrichtendienstliche Organisationen in Konkurrenz. Ab 1936 bemühte sich auch das Reichsluftfahrtministerium darum, einen eigenen, auf die Luftwaffe ausgerichteten Nachrichtendienst in Gang zu setzen.
Eine sachliche sowie organisatorische Trennung der Aufgaben von Nachrichtendienst und Geheimpolizei war zwar eine wichtige Forderung um eine gewisse politische Kontrolle über die geheimdienstlich tätigen Institutionen in Deutschland auszuüben. Aber sie konnte immer nur für kurze Zeiten aufrechterhalten werden. Der generelle Grund dafür war, dass die nachrichtendienstliche Organisation maßgeblich für die Beschaffung, Registratur und Auswertung der benötigten Informationen zuständig war und die staatlichen Polizeiorgane zusätzlich über Exekutivfunktionen verfügten. Bereits zu Zeiten des Reichskanzlers Otto von Bismarck wurde auf eine konsequente Trennung der einzelnen Funktionen zur Sicherung der staatlichen Macht, Durchsetzung von politischen Zielen und der Verfolgung von Rechtsverletzungen, einschließlich der Verfassung, geachtet. Bereits mit der Bildung der Politischen Polizei wurde dieser Grundsatz im eigenen Haus, mit dem öffentlichen Argument, politische Umsturzpläne verhindern zu müssen, selbst konterkariert. Dieser Grundsatz bestand ebenfalls in der Weimarer Republik, weil sie ihn gleich von Beginn an wieder eingeführt hatte. Doch mit der Errichtung der nationalsozialistischen Herrschaft 1933 wurde er noch im gleichen Jahr aufgelöst. So bestanden im Dritten Reich sowohl als militärischer Nachrichtendienst das Amt Ausland/Abwehr und die Geheime Feldpolizei (GFP) im Geschäftsbereich des Oberkommandos der Wehrmacht, die Politische Polizei und daraus die Gestapo, Teile der Grenzpolizei im Bereich des Innenministeriums und der seit 1932 existierende Sicherheitsdienst des Reichsführers SS (SD). Der Höhepunkt der Missachtung dieses Grundprinzips war ab September 1939 das Reichssicherheitshauptamt (RSHA), in dem Gestapo, SD und Kriminalpolizei zusammengeschlossen wurden. 
Bereits in den ersten Monaten der Reichskanzlerschaft Adolf Hitlers wurde die organisatorische und personelle Verknüpfung von nachrichtendienstlicher und Polizeiarbeit gezielt aufgehoben, mit der „Fuchtel“ des Reichstagsbrandes gesetzlich beseitigt und während der sogenannten Röhm-Affäre Mitte 1934 offen praktiziert. Das Ergebnis waren 106 politische Morde, geheimdienstlich vorbereitet, durch SS, SD und Polizei ausgeführt. Das nächste Ziel war die Entstaatlichung der Polizei, erreicht mit dem Konstrukt der sogenannten Sicherheitspolizei. Den Abschluss stellte dann die Einrichtung des „Amt Mil“ im RSHA ab Februar 1944 dar, in dem die Reste der Abwehr aufgingen, endgültig beseitigt war. Der Prozess dazu begann ab Februar 1933 mit der Aufhebung bisher gehandhabter und sinnvolle rechtlicher Grundsätze der Polizeiarbeit, ihrer Exekutivbefugnisse sowie der Polizei- und exekutiven Vollzugsorgane.

##### Bundesrepublik
In Deutschland bestehen mit

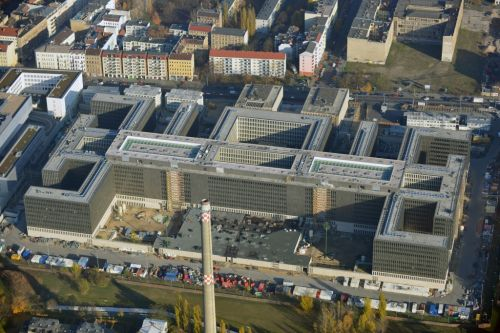
BND-Zentrale in Berlin,
Hauptsitz seit 2019

- dem Auslandsnachrichtendienst Bundesnachrichtendienst (BND) in Berlin,
- dem zivilen Inlandsnachrichtendienst Bundesamt für Verfassungsschutz (BfV) in Köln und
- dem abwehrenden Militärischen Abschirmdienst (MAD) der Bundeswehr in Köln

drei Nachrichtendienste des Bundes.
Weiterhin sind in jedem der 16 Bundesländer Landesbehörden für Verfassungsschutz als Inlandsnachrichtendienste eingerichtet. Damit gibt es in Deutschland 19 offizielle Nachrichtendienste. Das Bundesamt für Sicherheit in der Informationstechnik, das Zollkriminalamt sowie das IKTZ der Bundespolizei nehmen Aufgaben wahr, die in anderen Ländern den Nachrichtendiensten obliegen.
In der Bundeswehr bearbeitet das Führungsgrundgebiet 2 „Militärisches Nachrichtenwesen“ das Aufkommen von Aufklärungsergebnissen. Als militärische Mittel stehen dafür unter anderem zur Verfügung: die Elektronische Kampfführung (EloKa), Drohnen sowie die Feldnachrichten- und Fernspähtruppe.
Um Geheimpolizeiapparaten wie denen im nationalsozialistischen Deutschen Reich oder der DDR vorzubeugen, dürfen heutige deutsche Nachrichtendienste nach dem Trennungsgebot zwischen Polizei und Nachrichtendiensten keine exekutiven Maßnahmen nach dem Polizeirecht gegenüber dem Bürger treffen.
In der Bundesrepublik werden die Nachrichtendienste auf Bundesebene insbesondere durch das Parlamentarische Kontrollgremium überwacht. In den Ländern bestehen entsprechende Kontrollinstanzen.
Die deutschen Nachrichtendienste arbeiten eng mit ausländischen Nachrichtendiensten zusammen, insbesondere innerhalb der EU und NATO. Der seit 1969 bestehende Geheimvertrag zwischen Deutschland und den Vereinigten Staaten zur gegenseitigen nachrichtendienstlichen Zusammenarbeit im Rang einer Verwaltungsverordnung wurde unter dem Eindruck der globalen Überwachungs- und Spionageaffäre 2013 unter dem damaligen Bundesaußenminister Guido Westerwelle aufgekündigt.

##### DDR
Der größte Geheimdienstapparat der DDR war das Ministerium für Staatssicherheit mit seinen Untergliederungen für Inlands- und Auslandsspionage. Die Auslandsspionage betrieb die weitgehend eigenständige Hauptverwaltung A (HVA).
Die Verwaltung Aufklärung war der nominell vom Ministerium für Staatssicherheit unabhängige militärische Nachrichtendienst der Nationalen Volksarmee. Sie berichtete direkt an den Hauptstab der NVA.

#### Österreich
In Österreich gibt es mehrere Behörden, die nachrichtendienstlichen Tätigkeiten nachgehen:
- Direktion für Staatsschutz und Nachrichtendienst ist ein ziviler Inlandsnachrichtendienst und dem Bundesministerium für Inneres angegliedert. Die Direktion ging am 1. Dezember 2021 aus dem Bundesamt für Verfassungsschutz und Terrorismusbekämpfung hervor, welches selbst 2002 durch Umgliederung der Staatspolizei (Stapo) entstanden war.
- Militärische Nachrichtendienste in Österreich:[24]
  - Das Heeres-Nachrichtenamt (HNaA) ist der einzige österreichische Auslandsnachrichtendienst. Er ist Teil des Bundesheeres und untersteht damit dem Bundesministerium für Landesverteidigung.
  - Das Abwehramt (AbwA) ist der Inlandsnachrichtendienst des Bundesheeres. Er ist vor allem für die militärische Spionageabwehr zuständig und als Heeresteil ebenfalls dem Bundesministerium für Landesverteidigung unterstellt. Sowohl das Abwehramt, als auch das Heeres-Nachrichtenamt gingen aus dem ehemaligen Heeres-Nachrichtendienst hervor, der 1985 aufgelöst worden war.
- Zur Zeit der Österreichisch-Ungarischen Monarchie war das k.u.k. Evidenzbüro die wichtigste nachrichtendienstliche Behörde.

#### Schweiz
In der Schweiz existieren zwei Nachrichtendienste:
- Nachrichtendienst des Bundes NDB (ehemals Strategischer Nachrichtendienst (SND) und Dienst für Analyse und Prävention (DAP))
- Nachrichtendienst der Armee NDA (bestehend aus allen Stabsteilen und Truppen der Armee, welche nachrichtendienstliche Aufgaben erfüllen, dem Militärischen Nachrichtendienst (MND) und dem Dienst für präventiven Schutz der Armee (DPSA)).

#### Luxemburg
In Luxemburg ist der Service de Renseignement de l’État der Nachrichtendienst Luxemburgs. Dieser wurde 2004 unter dem Eindruck der Terroranschläge am 11. September 2001 in den USA umstrukturiert.
Er soll Informationen sammeln und auswerten, um einer Bedrohung des luxemburgischen Territoriums, seiner Verbündeten oder internationaler Einrichtungen, die ihren Sitz in Luxemburg haben, vorzubeugen. Dazu gehört auch die Gefährdung kritischer Infrastruktur, insbesondere der Energie- und Wasserversorgung, des Straßenverkehrs und der Informationstechnik.

#### Belgien
Die belgische Staatssicherheit (VSSE, ndl. Veiligheid van de Staat, frz. Sûreté de l'État) ist der älteste noch existierende Geheimdienst der Welt. 1830 gegründet, unterhält nur der Staat Vatikanstadt eine ältere und klerikale Aufklärungseinheit. Die zivile VSSE untersteht dem Justizministerium, während der militärische Allgemeine Nachrichten- und Sicherheitsdienst dem Verteidigungsministerium zugeordnet ist.

### Weitere Länder

#### Brasilien
Siehe: Agência Brasileira de Inteligência

#### Dänemark
Dänemarks Geheimdienste sind der Geheimdienst des Militärs Forsvarets Efterretningstjeneste (FE) sowie der im Inland tätige Geheimdienst der Polizei Politiets Efterretningstjeneste (PET). Der PET ist hauptsächlich zuständig für die Ermittlung bei Straftaten, die den Kapiteln 12 und 13 des dänischen Strafgesetzbuchs unterfallen, nämlich „Verbrechen gegen die staatliche Sicherheit und Souveränität“ sowie „Verbrechen gegen die Verfassung, die obersten Staatsorgane u. a.“. In der Praxis heißt das, dass die Hauptaufgaben des PET Gegenspionage sowie Terrorismus- und Extremismusbekämpfung sind. Im Januar 2010 deckte der PET die Hintergründe eines Anschlagsversuches gegen den Zeichner Kurt Westergaard auf. Westergaard zeichnete die Karikaturen des Propheten Mohammed, die von vielen Moslems als Blasphemie betrachtet werden. 2012 wurde bekannt, dass der PET-Agent Morten Storm Al-Qaida infiltrierte und der CIA bei der Auffindung Anwar al-Awlakis behilflich war.

#### Griechenland
Die Ethnikí Ypiresía Pliroforión (EYP), auch unter ihrer englischsprachigen Bezeichnung National Intelligence Service (NIS) bekannt, ist der zivile In- und Auslandsgeheimdienst Griechenlands.
Ferner gibt es die Diakladiki Dievthynsi Stratiotikon Pliroforion (DDPS) (engl. Joint Directorate of Military Intelligence) der griechischen Streitkräfte, die der griechische militärische Geheimdienst ist.

#### Israel
Siehe auch: Kategorie:Nachrichtendienstliche Organisation (Israel)
Israel verfügt über den Auslandsgeheimdienst Mossad, den Inlandsgeheimdienst Schin Bet und den militärischen Nachrichtendienst Agaf ha-Modi'in. Es existierte auch der Lakam (nicht mehr aktiv), dessen Aufgabe es war, das israelische Programm zum Bau von Nuklearwaffen zu unterstützen und zu schützen.

#### Italien
In Italien ist der Ministerpräsident seit 2007 unmittelbar für die Nachrichtendienste verantwortlich und legt in Zusammenarbeit mit einem interministeriellen Steuerungskomitee (CISR) deren operative Prioritäten fest.
Das dem Regierungschef unterstellte
- Dipartimento delle Informazioni per la Sicurezza (DIS)

koordiniert die Arbeit der beiden Dienste:
- Agenzia Informazioni e Sicurezza Esterna (AISE) (Auslandsnachrichtendienst)
- Agenzia Informazioni e Sicurezza Interna (AISI) (Inlandsnachrichtendienst).

Daneben gibt es noch den beim Generalstab angesiedelten militärischen Fachdienst (J2)
- Centro Intelligence Interforze

Die Nachrichtendienste werden seit 1977 von einem besonderen parlamentarischen Ausschuss kontrolliert.

#### Japan
In Japan existieren mehrere nachrichtendienstliche Organisationen, die verschiedenen Behörden unterstehen. Das Naikaku Jōhō Chōsashitsu (engl. Cabinet Intelligence and Research Office) des Kabinettssekretariats, die Kōanchōsa-chō (engl. Public Security Intelligence Agency) des Justizministeriums zur Überwachung von „staatsfeindlichen“ Organisationen und die Jōhō-hombu (情報本部, engl. Defense Intelligence Headquarters) des Verteidigungsministeriums, agieren relativ eigenständig. Enger Teil der Bürokratie der jeweiligen Ministerien sind der Kokusai Jōhō Tōkatsukan (国際情報統括官組織, engl. Intelligence and Analysis Service) des Außenministeriums für das Ausland betreffende Informationen, die Gaiji-Jōhō-bu (外事情報部, engl. Foreign Affairs and Intelligence Division) der Nationalen Polizeibehörde für innere Angelegenheiten, sowie – jedoch keine nachrichtendienstliche Organisationen im engeren Sinn – die JETRO des Ministeriums für internationalen Handel und Industrie, der Wirtschaftsspionage nachgesagt wird.

#### Kolumbien
Der Nachrichtendienst Kolumbiens ist die Dirección Nacional de Inteligencia (DNI).

#### Niederlande
In den Niederlanden besteht ein militärischer Nachrichtendienst Militaire Inlichtingen- en Veiligheidsdienst (MIVD) und ein ziviler Algemene Inlichtingen- en Veiligheidsdienst (AIVD), bis 2002: Binnenlandse Veiligheidsdienst (BVD). Die Umbenennung des zivilen Nachrichtendienstes ging einher mit einer Ausweitung seiner Aufgaben. Der AIVD ist betroffenen Bürgern gegenüber auskunftspflichtig, sofern diese nicht laufende Untersuchungen gefährdet. Unterstützt werden die beiden Geheimdienste durch die Sigint-Organisation Joint Sigint Cyber Unit (JSCU). Diese löste 2014 die 2002 gegründete Nationale Signals Intelligence Organisatie (NSO) ab.

#### Norwegen
Der Norsk Etterretningstjeneste (deutsch: Norwegischer Nachrichtendienst) ist der militärische und zivile Nachrichtendienst Norwegens. Organisatorisch ist er an die norwegischen Streitkräfte angegliedert und auch im Ausland aktiv. Der Dienst betreibt im Rahmen der NATO umfangreiche SIGINT Aktivitäten. Der Polizei ist der Politiets sikkerhetstjeneste, PST (Sicherheitsdienst der Polizei) als Inlandsnachrichtendienst aktiv. Zu seinen Aufgaben gehören u. a. Spionageabwehr, Terrorismusbekämpfung, organisiertes Verbrechen und Extremismus.

#### Portugal
Siehe: Serviço de Informações Estratégicas de Defesa und Sistema de Informações da República Portuguesa

#### Russland

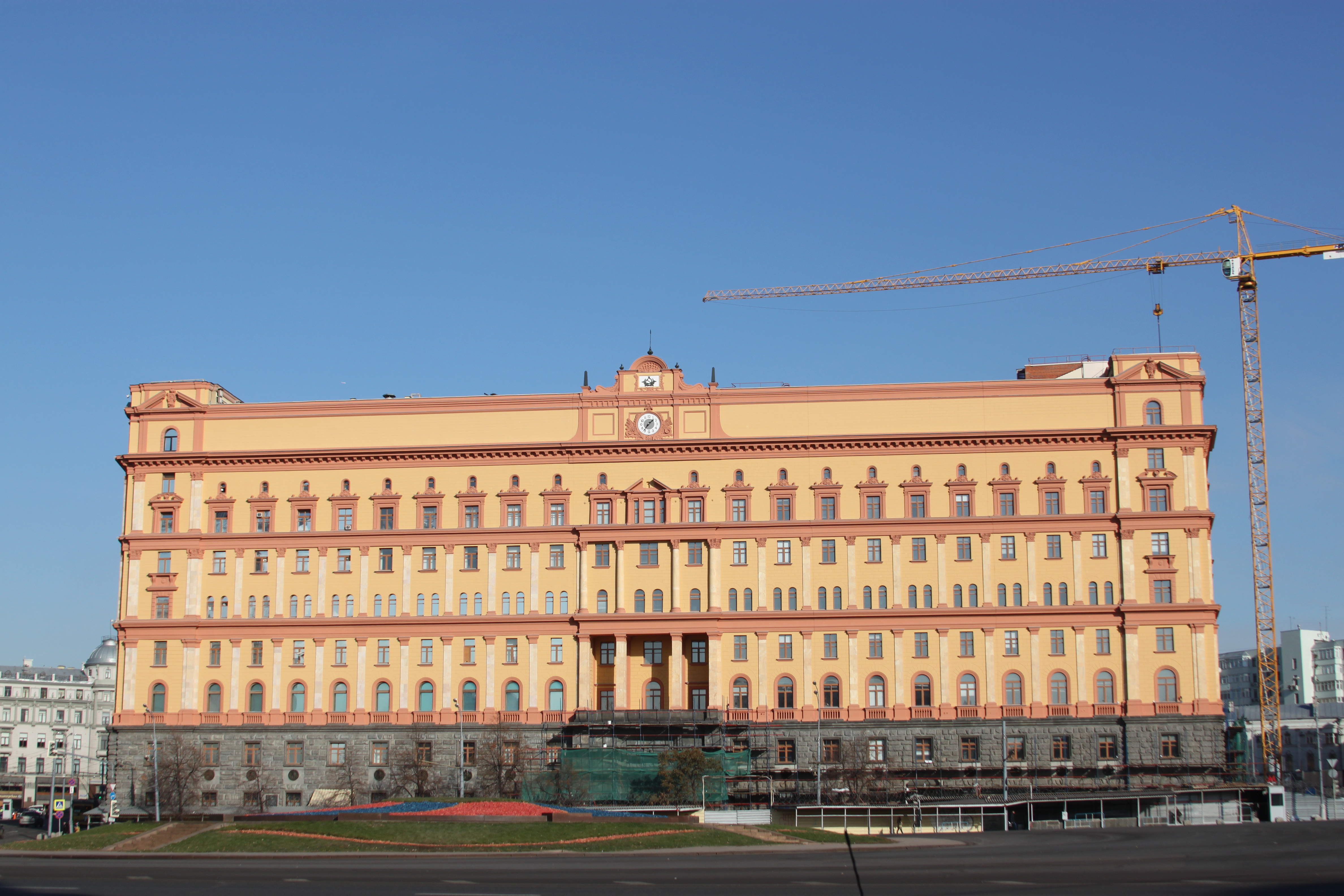
Lubjanka seit 1920 Geheimdienstsitz in Moskau

Der russische Inlandsgeheimdienst ist der Federalnaja Sluschba Besopasnosti (FSB), der Auslandsgeheimdienst der Sluschba wneschnei raswedki (SWR). Beide gingen aus dem Komitet Gossudarstwennoy Besopasnosti (KGB) hervor. Der schon seit dem Ersten Weltkrieg existierende, aber weithin unbekannte Auslandsgeheimdienst (für Militärische Aufklärung der Streitkräfte) ist die Glawnoje Raswedywatelnoje Uprawlenije (GRU).

#### Schweden
In Schweden bestehen neben dem Inlandsgeheimdienst Säkerhetspolisen (SÄPO, „Sicherheitspolizei“) mit dem Militära underrättelse- och säkerhetstjänsten (MUST, „Militärischer Nachrichten- und Sicherheitsdienst“) und der Försvarets radioanstalt (FRA, „Funkeinrichtung für nationale Verteidigung“) noch zwei weitere, direkt dem Verteidigungsministerium unterstellte Nachrichtendienste.

#### Spanien
Centro Nacional de Inteligencia ist der im November 2002 ins Leben gerufene Nachfolger des Centro Superior de Información de la Defensa (CESID).

#### Tschechien
Der tschechische zivile Inlandsgeheimdienst ist die Bezpečnostní informační služba (BIS) und der zivile Auslandsgeheimdienst der Úřad pro zahraniční styky a informace (ÚZSI). Die Tschechischen Streitkräfte verfügen über den militärischen Nachrichtendienst Vojenské zpravodajství.

#### Türkei
Millî İstihbarat Teşkilâtı (MIT), ist der türkische Inlandsnachrichtendienst, der am 13. November 1913 gegründet wurde.
Zur Bewältigung seiner Aufgaben sind dem MIT neben dem Recht auf unbeschränkten Zugriff auf jede staatliche Information auch volle Polizeibefugnis eingeräumt, was seine Ermächtigungen grundlegend von den deutschen Nachrichtendiensten (BND, BfV), die keine Polizeirechte genießen, unterscheidet.
Außerdem darf der MIT mit Erlaubnis des Ministerpräsidenten auch außerhalb seines Aufgabenbereiches liegende Straftaten verfolgen.

#### Ungarn
Ungarns Inlandsgeheimdienst ist das Alkotmányvédelmi Hivatal (AH, deutsch: „Amt für Verfassungsschutz“) (2010), der Auslandsnachrichtendienst ist das Információs Hivatal (IH, deutsch: „Informationsamt“) (1990, Reform 2010), der Militärischerdienst für Spionageabwehr u. Auslandsnachrichten in Militärwesen ist Katonai Nemzetbiztonsági Szolgálat (KNBSZ, deutsch: „Militärischerdienst für Nationale Sicherheit“) (2012).

#### Vereinigte Staaten
Das Geheimdienstwesen der Vereinigten Staaten ist stark fragmentiert. Insgesamt teilten sich 2007 zehn Einzeldienste und fünf nachrichtendienstliche Abteilungen von Polizeikräften und Behörden die Zuständigkeiten. Die zahlreichen Dienste bilden gemeinsam die United States Intelligence Community (dt. „US-Nachrichtendienstgemeinde“).

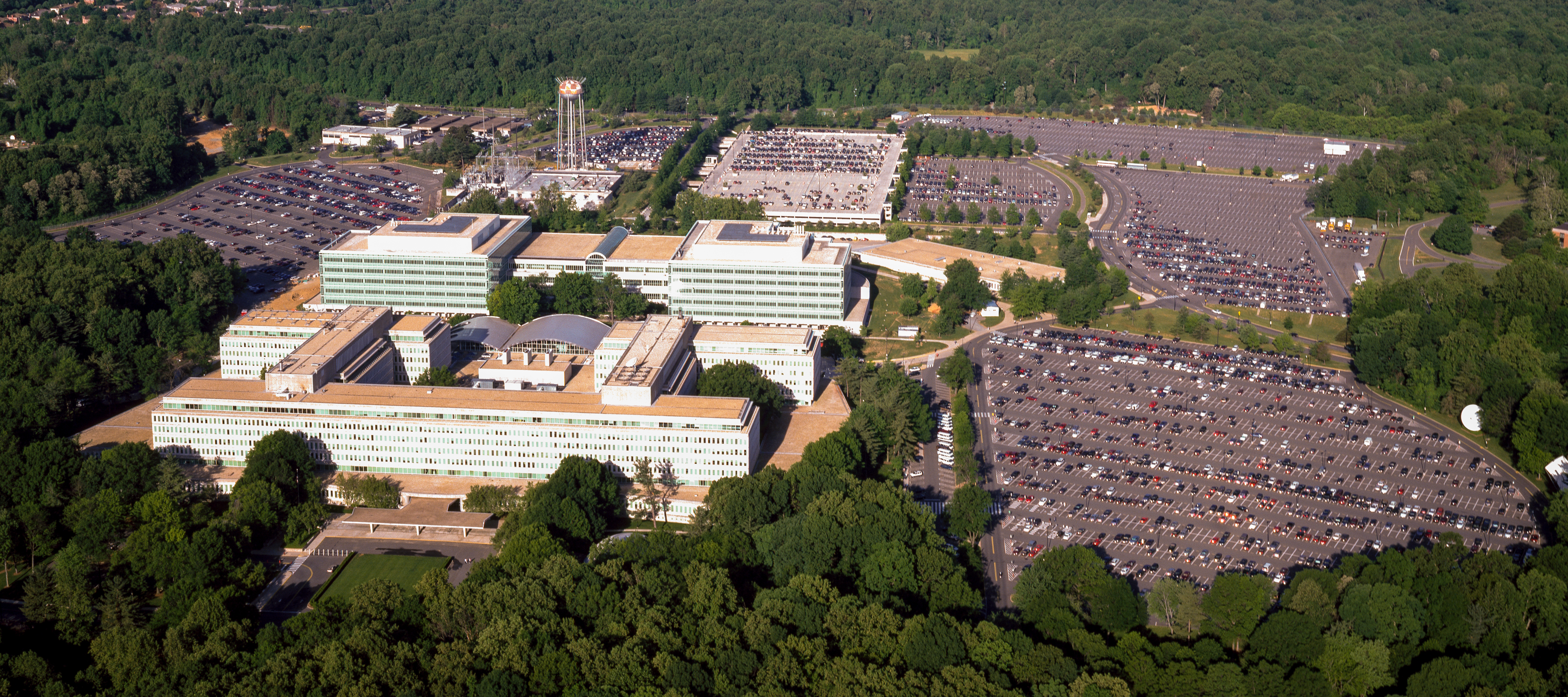
Hauptsitz der Central Intelligence Agency (CIA) in Langley.

1. Die Central Intelligence Agency (CIA) ist ein Nachrichtendienst für aktive, agentengestützte Spionage (Human Intelligence) im Ausland.
2. Die Defense Intelligence Agency (DIA) untersteht direkt dem Verteidigungsministerium und koordiniert die Arbeit und wertet die Erkenntnisse von vier der fünf Nachrichtendienste der Streitkräfte aus:
  1. Air Force Intelligence, Surveillance and Reconnaissance Agency (Air Force ISR Agency), der Nachrichtendienst der United States Air Force (Luftwaffe).
  2. Marine Corps Intelligence Activity (MCIA), der Nachrichtendienst des United States Marine Corps (Marineinfanterie),
  3. Office of Naval Intelligence (ONI), der Nachrichtendienst der United States Navy (Marine),
  4. United States Army Intelligence (USAI), der Nachrichtendienst der United States Army (Heer),
3. Die National Geospatial-Intelligence Agency (NGA) erarbeitet Kartenmaterial und Bilder für die nachrichtendienstliche Nutzung und wertet diese auch für die verschiedenen Geheimdienste aus,
4. Das National Reconnaissance Office (NRO), verwaltet den Zugriff der einzelnen Nachrichtendienste auf die ihm unterstehenden Spionagesatelliten,
5. Die National Security Agency (NSA) ist dem Budget nach der größte Geheimdienst der Welt. Ihre hauptsächlichen Aufgaben bestehen in der Signals Intelligence (dt. „elektronische Signalaufklärung“), in der Forschung und Umsetzung von Kryptografie und Kryptoanalyse, sowie in der Gewährleistung von Informationssicherheit.

Der United States Coast Guard Intelligence, der Nachrichtendienst der United States Coast Guard (Küstenwache), untersteht dem Ministerium für Innere Sicherheit, gehört aber zu den Teilstreitkräften.
Nachrichtendienstliche Abteilungen von Behörden sind:
1. Das Bureau of Intelligence and Research (INR), das „Amt für Geheimdienstarbeit und Forschung“, ist die nachrichtendienstliche Abteilung des Außenministeriums. Wie die militärische DIA wertet diese nur Informationen aus, beschafft aber keine eigenen Informationen.
2. Die Drug Enforcement Administrations (DEA) mittels ihres Office of National Security Intelligence (vormals Intelligence Division) beschäftigt sich mit nachrichtendienstlichen Erkenntnissen, die zur Verfolgung von Verbrechen, die im Zusammenhang mit Drogen stehen, und zur Unterbindung der Einfuhr von Drogen in die Vereinigten Staaten nutzbar sind.
3. Das Federal Bureau of Investigation (FBI) erfüllt nachrichtendienstliche Aufgaben im Rahmen der Abteilung National Security Branch (NSB). Diese fasst die Counterterrorism Division (dt. „Abteilung Terrorismusabwehr“), die Counterintelligence Division (dt. „Abteilung für Gegenspionage“) und das alte Directorate of Intelligence (dt. „Abteilung für Nachrichtenbeschaffung“) zusammen.
4. Das Office of Intelligence and Analysis (OIA), das „Amt für Nachrichten und Analyse“, ist die Nachrichtendienstabteilung des Finanzministeriums.
5. Das Office of Intelligence and Counterintelligence ist die Nachrichtendienstabteilung des Energieministeriums.

Erstmals wurde 2010 der Etat der Geheimdienstbehörden der Vereinigten Staaten veröffentlicht. Zwischen dem 1. Oktober 2009 und dem 30. September 2010 standen allen Diensten zusammen etwa 80 Milliarden US-Dollar zur Verfügung.

#### Vereinigtes Königreich
Im Vereinigten Königreich gibt es vier Geheimdienste:
- den britischen Auslandsgeheimdienst Secret Intelligence Service (SIS). Er tritt ebenfalls unter seinem historischen Namen MI6 (Military Intelligence, Abteilung sechs) oder Secret Service, auf;

- den Security Service, welcher ebenfalls unter seinem historischen Namen MI5 (Military Intelligence, Abteilung fünf) auftritt und für das Inland zuständig ist;
- den Government Communications Headquarters (GCHQ) in Cheltenham, welcher sich um die elektronische Aufklärung (ELINT) kümmert;

- und den militärischen Nachrichtendienst: DI (Defence Intelligence). Er ist dem Verteidigungsministerium untergeordnet. Das Personal stammt größtenteils aus den drei Truppengattungen, Royal Navy, Royal Air Force und British Army. Seine Aufgabe ist es, historische, geologische, politische, militärische und sozialstrukturelle sowie kulturelle Informationen möglicher Einsatzgebiete der Streitkräfte des Vereinigten Königreichs zu sammeln und aufzuarbeiten. Der DI arbeitet eng mit den anderen Geheimdiensten zusammen.

### Weitere Nachrichtendienste in Kurzform
| Land          | Kürzel                   | ausgeschriebener Name |
| ------------- | ------------------------ | --- |
| Afghanistan   | NDS                      | Nationale Sicherheitsdirektion |
| Ägypten       | GIS                      | General Intelligence Service |
| Kanada        | CSIS                     | Canadian Security Intelligence Service |
| Australien    | ASIS                     | Australian Secret Intelligence Service |
| Brasilien     | ABIN                     | Agência Brasileira de Inteligência |
| Bulgarien     | NSS                      | Natsionalna Sluzhba za Sigurnost |
| Bulgarien     | NIS                      | Natsionalna Informatsionna Sluzhba Pri Ministerskiya Savet |
| Chile         | ANI                      | Agencia Nacional de Inteligencia |
| Estland       | KaPo                     | Kaitsepolitseiamet (Inland) |
| Estland       | Välisluureamet (Ausland) | |
| Finnland      | SUPO                     | Suojelupoliisi |
| Frankreich    | BRENS                    | Brigade de renseignement |
| Frankreich    | DGSI                     | Direction générale de la sécurité intérieure |
| Frankreich    | DRM                      | Direction du Renseignement Militaire |
| Frankreich    | DGSE                     | Direction Générale de la Sécurité Extérieure |
| Indien        | RAW                      | Research and Analysis Wing |
| Indien        | IB                       | Intelligence Bureau |
| Indien        | CBI                      | Central Bureau of Investigation |
| Indien        | NIA                      | National Investigation Agency |
| Iran          | VAJA (früher VEVAK)      | Wezārat-e Ettelāʿat Dschomhūrī-ye Eslāmī-ye Īrān |
| Israel        |                          | Mossad Hamossad Lemodi'in Uletafkidim Meyuchadim („Institut für Aufklärung und besondere Aufgaben“) |
| Libyen        | JSO                      | Amn Al-Jamahiriya, Jamahiriya Security Organisation |
| Litauen       |                          | Valstybės saugumo departamentas, Specialiųjų tyrimų tarnyba, KAM II Operatyvinių tyrimų departamentas (antrukai) |
| Namibia       | NCIS                     | Namibia Central Intelligence Service |
| Norwegen      | PST                      | Politiets Sikkerhets Tjeneste |
| Pakistan      | ISI                      | Inter-Services Intelligence |
| Polen         | ABW                      | Agencja Bezpieczeństwa Wewnetrznego |
| Polen         | AW                       | Agencja Wywiadu |
| Polen         | SWW                      | Służba Wywiadu Wojskowego |
| Polen         | SKW                      | Służba Kontrwywiadu Wojskowego |
| Portugal      | SIR                      | Serviço de Informações de Segurança |
| Rumänien      | SIE                      | Serviciul de Informații Externe |
| Rumänien      | SRI                      | Serviciul Român de Informații |
| Saudi-Arabien | GID                      | Al Mukhabarat Al A'amah As'Saudia bzw. General Intelligence Directorate |
| Slowakei      | SIS                      | Slovenská informačná služba |
| Slowakei      | VSS                      | Vojenská spravodajská služba |
| Syrien        | DSS                      | Nationales Sicherheitsbüro der Baath-Partei in Syrien (koordiniert die folgenden Geheimdienste) Geheimdienst der Luftwaffe (prominentester Geheimdienst Syriens) Direktion für allgemeine Sicherheit Abteilung für militärische Aufklärung Abteilung für politische Sicherheit |
| Spanien       | DSE                      | Dirección de Seguridad del Estado |
| Taiwan        | NSB                      | National Security Bureau |
| Tschechien    | BIS                      | Bezpečnostní informační služba („Sicherheits-Informationsdienst“) |
| Tschechien    | ÚZSI                     | Úřad pro zahraniční styky a informace |
| Tschechien    | VZ                       | Vojenské zpravodajství |
| Ukraine       | SBU                      | Sluschba bespeky Ukrajiny |
| Ukraine       | SSRU                     | Sluschba sownischnjoji roswidky Ukrajiny |
| Ukraine       | HUR                      | Holowne uprawlinnja roswidky Ministerstwa oborony Ukrajiny |
| Vietnam       | TC2                      | Tổng cục 2 tình báo quân đội |
| Zypern        | K.Y.P.                   | Kentriki Ypiresia Pliroforion (Κεντρική Υπηρεσία Πληροφοριών/Central Intelligence Service – Internal Intelligence Service) |

## Nachrichtendienste in Diktaturen
Insbesondere in Diktaturen sind Geheimdienste ein wichtiger Machtfaktor zur im Bedarfsfall auch un- bzw. übergesetzlichen Aufrechterhaltung der bestehenden grundlegenden Herrschafts-, Besitz- und Privilegienverhältnisse. Zu ihrer Aufgabe gehört das Aufspüren, die gezielte, sich zumindest am Rande der Legalität bewegende Beeinflussung im Sinne der Regierung / dem Regime genehmen Verhaltens und die Einschüchterung politischer bzw. Systemgegner bis hin zur Ermordung unliebsamer Kontrahenten und die gezielte Manipulation der öffentlichen Meinung. So wurden insbesondere in Südamerika Anschläge von Geheimdiensten verübt, die anschließend dem politischen Gegner zugeschoben wurden, um diesen zu diskreditieren; in Spanien wurden diverse vom Inlandsgeheimdienst verübte Bombenanschläge der baskischen Terror- und Befreiungsorganisation ETA zugeschrieben.

## Kritik
Kritiker sind der Meinung, dass auch in Demokratien trotz der dort wirksamen, aber doch eingeschränkten parlamentarischen Kontrolle die Tätigkeit der Nachrichtendienste durch Intransparenz und Rechtsmittellosigkeit bestimmt sei; Ausnahmeregelungen für die Nachrichtendienste würden zudem die staatlichen Grundrechts-Garantien aufheben und fallweise Menschen- und Bürgerrechte verletzten. Das Ausmaß nachrichtendienstlicher Operationen sei daher schwer abzuschätzen.
Umstritten ist, inwiefern nachrichtendienstlich arbeitenden Behörden ein Informationsaustausch mit der Polizei bzw. der Staatsanwaltschaft gestattet ist.
Geheimdienste mancher Staaten benutzten auch Folter (wie z. B. Waterboarding) zur Informationsbeschaffung.